# 이용훈 (법조인)
이용훈(李容勳, 1942년 2월 7일 ~ )은 대한민국의 제14대 대법원장을 지낸 법조인이며, 고려대학교 법학전문대학원 석좌교수이다. 본관은 광주이며, 전라남도 보성군 출신이다.

## 학력
- 1956 ~ 1959 광주제일고등학교
- 1959 ~ 1963 서울대학교 법학 학사
- 1963 ~ 1967 서울대학교 사법대학원 법학 석사

## 생애
1962년 제15회 고등고시 사법과(사법고시)에 합격하였다. 1968년 대전지방법원판사로 법관업무를 시작하여 서울민사지법, 광주고법, 서울고법판사를 거쳐서 서울지법서부지원장을 지냈다. 1972년 의정부지원 판사로 재직 중 "시국사건 피고인에게 징역 2년 이상을 선고하라"는 상부의 지시에 반하여 징역 6개월을 선고했다. 5공화국 시절에도 소신을 굽히지 않아 시국재판은 물론, 형사재판장을 맡지 못하는 등 인사상 불이익을 겪었다. 서울지법 서부지원장으로 재직하던 1993년에는 같은 법원의 판사를 지냈던 김종훈 변호사의 ‘개혁시대 사법의 과제’라는 글이 언론을 통해 공개되자 곧장 서부지원 내 전체 법관회의를 열어 판사 전원의 의견을 수렴했고 전국 법원장 회의에 참석해 소장 판사들의 의사를 대변하여3차 사법파동의 계기가 되었다. 1995년 환자가 승소하기 어려운 의료소송에서 “의료기법은 일반인이 밝히기 어려운 특수성이 있는 만큼 환자의 입증책임을 완화해야 한다”고 밝혔다. 1995년 12월 대법원 전원합의체가 쟁의행위 기간 중이라도 근로자에게 최저생계비는 지급해야 한다는 ‘무노동 부분임금’ 기존 판례 대신 ‘무노동 무임금’ 판례를 세울 때 반대의견을 제시했다. 1996년 12월 삼청교육대 피해자 변 모씨의 국가 손배소 때 "이미 소멸시효가 지났다"고 본 다수의견과 달리 "배상책임을 인정해야 한다"는 소수의견을 냈다. 1997년 4월 12·12 및 5·18 사건 재판 때는 다른 대법관 12명이 “전두환, 노태우등의 혐의 중 불법진퇴 지휘관 숙소이탈죄는 반란죄에 포함돼 따로 처벌할 수 없다”는 의견을 냈지만 혼자서 “그것만도 중한 범죄이므로 별도로 처벌해야 한다”는 의견을 냈지만 일부 공안사건에 있어 보수적인 견해를 드러내기도 했다. 1997년 7월 ‘노동자 정치활동센터’라는 단체에 가입해 활동한 혐의로 구속기소된 변 모씨의 국가보안법 위반 사건에서 이적단체 구성원 사이의 내부 토론이라도 국가보안법상 찬양·고무죄를 적용할 수 있다는 판결, 1999년 7월 민변이 "북한주민 접촉신청을 불허한 국가의 처분이 부당하다"며 낸 소송에서 “북한이 적화통일 노선을 포기하지 않은 상태에서 대북접촉창구는 대북지원능력과 의지, 협상력을 갖춘 일정한 범위의 단체로 제한할 필요가 있다”며 원고패소 판결이 있어 대법원장에 지명되었을 때 민변은 논평에서 “엘리트 코스를 거쳐 대법관이 됐고 변호사 생활도 짧기 때문에 사법개혁 필요성을 절감하면서 피라미드식 관료조직으로 대변되는 현행 인사제도를 개혁할 수 있을지도 기대하기 어렵다”고 했다.
1994년 법원행정처차장 재직 중 대법관에 임명되었으며 1998년에는 중앙선거관리위원장도 겸직하였다 6년 간 대법관으로 근무한 후에 변호사로 일하던 중 2005년 9월 대법원장으로 임명되었다. 2003년 12월 삼성 에버랜드 사건 기소가 이루어지자 삼성은 이용훈 변호사를 변호인으로 선임하였는데, 2009년 에버랜드 사건에 대해 무죄를 선고할 당시에는 대법원장의 자리에 있게 되었다.
론스타의 외환은행 300억대 소송을 수임했다
이용훈은 ‘민법의 대가’라는 별칭이 있으며 2004년말 피고인이 법정에서 “조서의 진술 내용이 내가 진술한대로 기재되지 않았다”고 하면 검찰이 작성한 조서자체가 증거로 인정되지 못한다는 의미를 담은 피의자 신문조서의 증거능력을 부인하는 대법원 전원합의체 판결을 이끌어냈다. 2004년 4월 노무현 대통령의 탄핵심판 사건 때 법률대리인단에 참여해 헌재의 기각 결정을 이끌어 냈다. 
2006년 8월 법조비리 사건에 관해 공식 사과했으며, 2006년 9월 법조삼륜이라는 용어는 선호하지 않는다며 법관이 앞장 서야 한다는 말을 해 검찰·변호사들로부터 반발을 가져왔으며 2006년 9월 26일 공식 사과했다.

## 가족
부인 고은숙과 2남 1녀. 장남과 차남은 각각 은행원과 기자로 일하고 있고 사위는 같은 법조인인 신승호 성남지청 검사다. 장인(고영완)이 일제강점기에 3년간 옥고를 치른 독립투사다. 종교는 개신교이다. 